# Мокраћна цијев
Мокраћна цијев (лат. urethra) је цијев која спаја мокраћну бешику са спољним свијетом. Мокраћна цијев има функцију код оба пола у елиминацији урина, а код мушких јединки и одвођењу сперме.

## Анатомија

### Женска мокраћна цијев
Код жена, мокраћна цијев која је дуга око 3-5 cm од унутрашњег до спољашњег отвора уретре,  из тела излази између клиториса и отвора роднице. Меатус женске мокраћна цијеви  налази се испод клиториса, а постављен је иза симфизе пубиса, уграђен у предњи зид вагине. Његов правац је косо надоле и напред; благо је закривљен са удубљењем усмереним пут напред.
Проксималне две трећине уретре обложене су прелазним епителним ћелијама, док је дистална трећина обложена слојевитим сквамозним епителним ћелијама.
Између горње и доње фасције урогениталне дијафрагме, женска уретра је окружена уретралним сфинктером.
У клиничком смислу због краткоће мокраћне цијеви, урогенитални систем жене подложнија је уринарним инфекцијама него мушки.

#### Грађа зида женске уретре
Зид женске уретре граде два омотача, унутрашњи (слузнични) и спољашњи (мишићни). Слузница (туника мукоза или уротелијум) облаже унутрашњу површину уретралног канала. Она се у висини унутрашњег остијума уретре наставља слузницом мокраћне бешике, а у висини спољашњег остијума уретре слузницом вулве. На слузници уретре виде се слузокожни набори, који ишчезавају приликом ширења уретралног канала у току мокрења. Један од тих набора који је уочљивији него остали, пружа се вертикално средином задњег зида уретре назива се уретрални гребен. Набори на слузници уретре, као и венска мрежа, која окружује слузницу, омогућавају потпуно затварање уретре, када је контрахован њен мишићни слој. 
На слузници уретре налазе се бројни отвори, који представљају улазак у цјевасте уврате слузнице, зване Морганијеве крипте, као и отвори изводних канала глл. уретхралес. 
Слузницу женске уретре окружује спонгиозно тијело, изграђено од проширених вена, које граде кавернозни венски сплет. 
Мишићни омотач уретре наставља се на мишићни слој мокраћне бешике. Мишићни омотач граде два слоја,
- спољни слој кружних мишићних влакана  која су у горњем делу уретре, близу унутрашњег остијума уретра збијена, и граде m. sphincter urethrae internus, инервисан од симпатикуса.

- унутрашњи слој уздужних мишићних влакана. Уздужни мишићни слој је добро развијен и његова контракција доводи до скраћења уретре у току мокрења.

У мишићном слоју уретре налазе се  парауретралне жлезде (Сценове жлезде) које некад леже бочно од уретре и представљају хомолог простате. Њихови изводни канали спајају се најчешће међусобно у један заједнички канал, који се отвара у вестибулуму вагине, уз спољашњи отвор уретре. Око мишићног слоја уретре налази се парауретрално као везивно ткиво, које садржи и еластична влакна, а навише се настављају у парацистијум. При проласку кроз урогениталну дијафрагму уретру окружује m. sphincter urethrae externum, инервисан од стране нерва пудендуса

#### Крвни судови и живци уретре
Артерије
Горњи, карлични дио уретре васкуларизује  a. vesicalis inferior, a. vaginalis, и a. uterinae (гране унутрашње илијачне артерије), rr. vesicales anteriores (гране а. пуденде). Доњи, перинеални део уретре васкуларизују a. bulbi vestibuli i a. profunda clitoridis.
Вене
Вене горњег, карличног дијела уретре одлазе у плексус вагинале и плексус бешике. Вене доњег, перинеалног дела уретре уливају се у v. pudendu internu.
Лимфни судови
Лимфни судови уретре одлазе у ноди илиаци интерни и ноди илиаци еxтерни. 
Живци
Женску уретру инервишу гране плеxуса весицалиса и плеxуса утеровагиналиса, као и перинеална грана н. пудендуса.

### Мушка мокраћна цијев
Код мушкараца, укупна дужина мокраћна цеви од унутрашњег отвора на мокраћној бешици до спољашњег отвора на глансу пениса је око 20 cm. Промер мушке мокраћне цеви је различит у њеним појединим деловима и креће се од 6 до 12 мм. На мокраћној цеви, од њеног напуштања бешике, разликују три топографска дела:
- простатични део (лат. pars prostatica), чија је дужина 2,5 до 3 cm
- спонгиозни део (лат. pars spongiosa).  чија је дужина око 15 cm.
- опнасти део (лат. pars membranacea), који је њен најкраћи део и износи 1cm.

У клиничком погледу мушка уретра се дели не:
- предњу уретру, коју чини лат. pars spongiosa,
- задњу уретру, коју  чини лат. pars prostatica и pars membranacea.

Испред мембранозног дела уретре пролази лат. v. dorsalis penis profunda, пошто уђе у карлицу испод лат. ig. arcuatum pubis. 
Спонгиозни део мушке уретре  се наставља на мембранозни део уретре, тако што почиње проширеним делом, назван булбарна уретра, која се пружа кроз средиште спонгиозног тела пениса до главића пениса, где се завршава спољашњим отвором уретре.
Булбарни део уретре је дуг око 4 cm, он око себе има веома развијено спонгиозно тело, и покривен је булбоспонгиозним мишићем. 
Калибар уретре у пределу булбуса и гланса пениса износи 10 до 12 mm, док је њен калибар у телу пениса 6 до 8 mm. Унутрашњост мокраћне цијеви поседује спиралне наборе (као у цеви пиштоља), који омогућавају бржи проток урина и спреме.
У клиничком смислу дужина мокраћне цијеви код мушких има посебан значај јер за разлику од женске знатно отежава катетеризацију.

## Хистологија
Зид уретре је изграђен од мукозе, која облаже унутрашњу површину уретралног канала и мишићног омотача који је споља.   Епител мокраћне цијеви почиње ћелијама прелазног типа на изласку из мокраћне бешике. Послије епител прелази у вишеслојан високопризматичан епител, а завршава као вишеслојан плочаст епител.
У мокраћној цијеви се налазе и уретралне жлијезде које штите епител од урина.

## Болести

### Урођене аномалије
У поремећаје развоја и структуре канала спадају хипоспадија (пениса, код дечака) и еписпадија (код деце оба пола).
Урођене или стечене аномалије код девојчица могу бити адхезије (синехије)  усана, које могу да затворе спољашњи отвор уретре и да спрече мокрење.

### Запањења и хипертрофија околног ткива
Код упале уретре (уретритис) у њој се јављају болови и грчеви током мокрења, што је посебно изражено код мушкараца, а код жена због краткоће уретре често пролазе незапажено.
Уретра код мушкараца и жена може имати болести и лезије које су у складу са онима у околним ткивима и уринарном и репродуктивног система. Тако, на пример, код лоше хигијене, код жена, значајан део спољашњих гениталних органа (вулва- вулвитис ) може бити покривен упалом , а код мушкараца суседна подручја кожице и главића пениса ( баланитис и баланопоститис).
Раст ткива простате (аденом простате), карактеристичан за мушкарце у другој половини живота, може довести до компресије простатног дела уретре и резултовати хроничном или акутном ретенцијом  мокраће у мокраћној бешици и акутне ретенције мокраће и могуће руптуре мокраћне бешике, стање опасног по живот. Хронична упала ткива простате (хронични простатитис) може довести до учесталог мокрења.